# (26872) 1993 YR
1993 واي أر (ويعرف أيضًا باسم (26872) 1993 واي أر وفق تسمية الكوكب الصغير) (بالإنجليزية: 1993 YR)‏ هو كويكب ضمن حزام الكويكبات؛ وترتيبه 26872 من حيث الاكتشاف.
اكتُشف هذا الجُرم الفلكي بواسطة تاكيشي أوراتا ‏ في 18 ديسمبر 1993.

## وصلات خارجية
- (26872) 1993 YR في قاعدة بيانات مختبر الدفع النفاث لأجرام النظام الشمسي الصغيرة

- الاكتشاف · مخطط المدار ·  العناصر المدارية · المعلمات المادية

- (26872) 1993 YR على موقع ويكي سكاي: DSS2, SDSS, GALEX, IRAS, Hydrogen α, X-Ray, Astrophoto, Sky Map, Articles and images